# Pachygonidia martini
Pachygonidia martini là một loài bướm đêm thuộc họ Sphingidae. Nó được tìm thấy ở Trung Mỹ và Nam Mỹ. Nó được ghi nhận đến phía nam Bolivia và Peru.
Nó gần giống loài Pachygonidia hopfferi, nhưng rìa ngoài cánh trước tròn.
Mỗi năm loài này có thể có nhiều thế hệ.
Ấu trùng có thể ăn Doliocarpus dentatus, Doliocarpus multiflorus và Tetracera hydrophila.